# 1212 w polityce

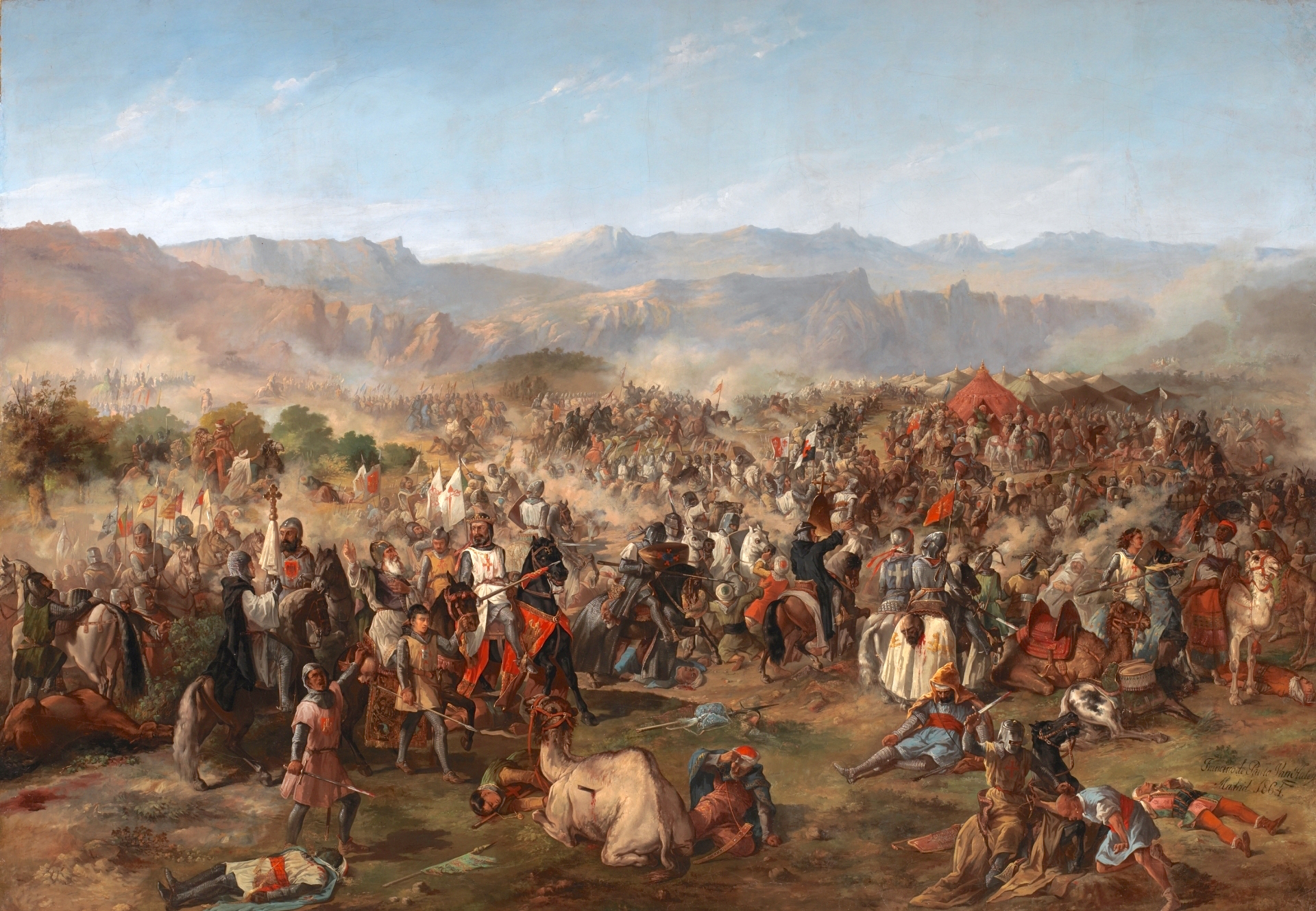
Francisco de Paula Van Halen, Alfons VIII prowadzi rycerstwo pod Las Navas de Tolosa

Wydarzenia polityczne w 1212 roku.

## Wydarzenia
- 16 lipca Bitwa pod Las Navas de Tolosa. Połączone siły chrześcijańskich królów z Półwyspu Iberyjskiego, Alfonsa VIII Szlachetnego z Kastylii, Piotra II Katolickiego z Aragonii, Sancha VII Mocnego z Nawarry i Alfonsa II Grubego z Portugalii, liczące od 50 do 80 tysięcy żołnierzy, pokonały armię kalifatu Almohadów. Bitwa była przełomowym punktem rekonkwisty. Zwycięstwo chrześcijan doprowadziło do upadku państwa Almohadów w 1223[1].
- Krucjata dziecięca, wyprawa dzieci do Ziemi Świętej[2][3].
- Franciszek z Asyżu zakłada zakon klarysek[4].
- Fryderyk II Hohenstauf został cesarzem Świętego Cesarstwa Rzymskiego[5].